# San Rafael de Atamaica (paroisse civile)
Pour les articles homonymes, voir San Rafael de Atamaica et San Rafael.
San Rafael de Atamaica est l'une des quatre paroisses civiles de la municipalité de San Fernando dans l'État d'Apure au Venezuela. Sa capitale est San Rafael de Atamaica.

## Géographie

### Démographie
Hormis sa capitale San Rafael de Atamaica, la paroisse civile possède plusieurs localités dont :
- Arauquita
- Carutico
- El Faro
- El Terrón
- El Zamuro
- Guirimita
- La Esperanza
- San Rafael de Atamaica
- Santa Elena
- Santa Isabel